# Калининградский областной историко-художественный музей
Калининградский областной историко-художественный музей — музей в Калининграде. Главное здание музея (бывший Штадтхалле 1912 года постройки) расположено в центре Калининграда, рядом с Нижним прудом. У музея также есть филиалы, как в самом Калининграде, так и за его пределами.

## История
Музей был образован приказом Областного управления по гражданским делам «Об организации культурно-просветительных учреждений области» от 7 августа 1946 года как Областной краеведческий музей. Первоначально музей не имел собственного здания, и размещался в небольших неприспособленных помещениях. В апреле 1949 года музей получил здание на улице Богдана Хмельницкого (дом 19-21).
В 1968 году открылся первый филиал музея, бывший командный пункт крепости Кёнигсберг, в котором была принята капитуляция города. Этот филиал известен как «Блиндаж» (однако с точки зрения фортификации название неверное, так как блиндажом данное сооружение не является).
В 1969 году открылся второй военный филиал музея — командный пункт 43-й армии, расположенный в посёлке Холмогоровка.
В сентябре 1973 года музей переехал в более просторное и удобное здание на улице Горького (дом 113, где до этого размещалась школа № 7). В 1977 году музей стал историко-художественным.

В сентябре 1979 года в посёлке Чистые Пруды открылся филиал музея — мемориальный музей Кристионаса Донелайтиса. 

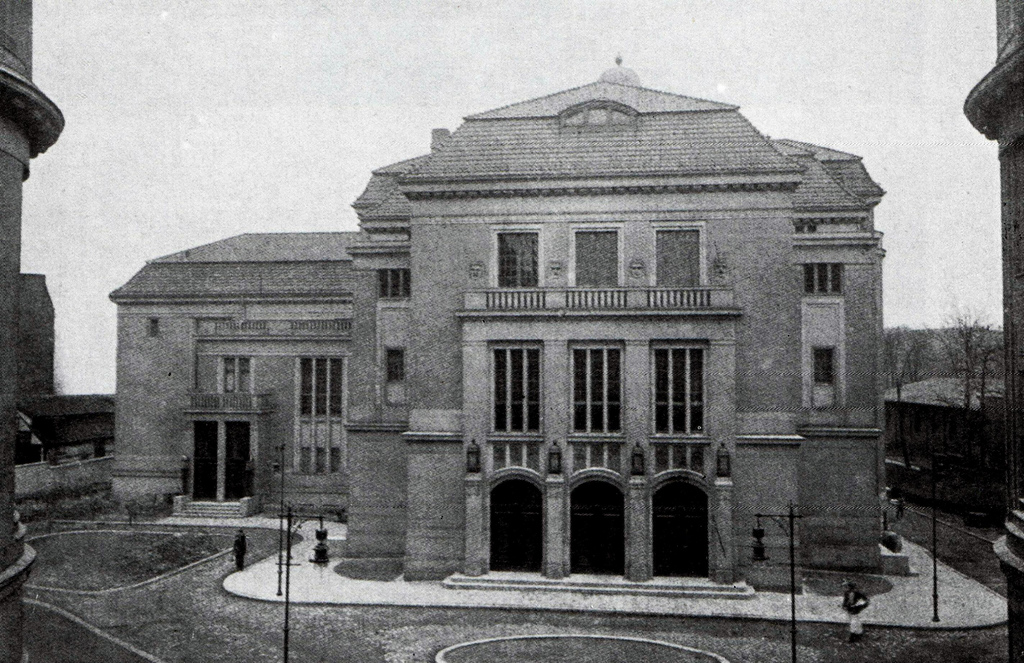
Штадтхалле, довоенное фото

В 1984 году на острове Кнайпхоф был открыт филиал музея — Парк Скульптур.
В 1991 году музей переехал в отреставрированное здание бывшего городского концертного зала (Штадтхалле), построенное в 1912 году.
В 2021 году по заказу музея скульптором из Санкт-Петербурга Дмитрием Новаковым был изготовлен бронзовый бюст Гофмана, ставший первой скульптурой писателя на его малой родине. Памятник был заказан для установки на территории музея.

## Здание музея

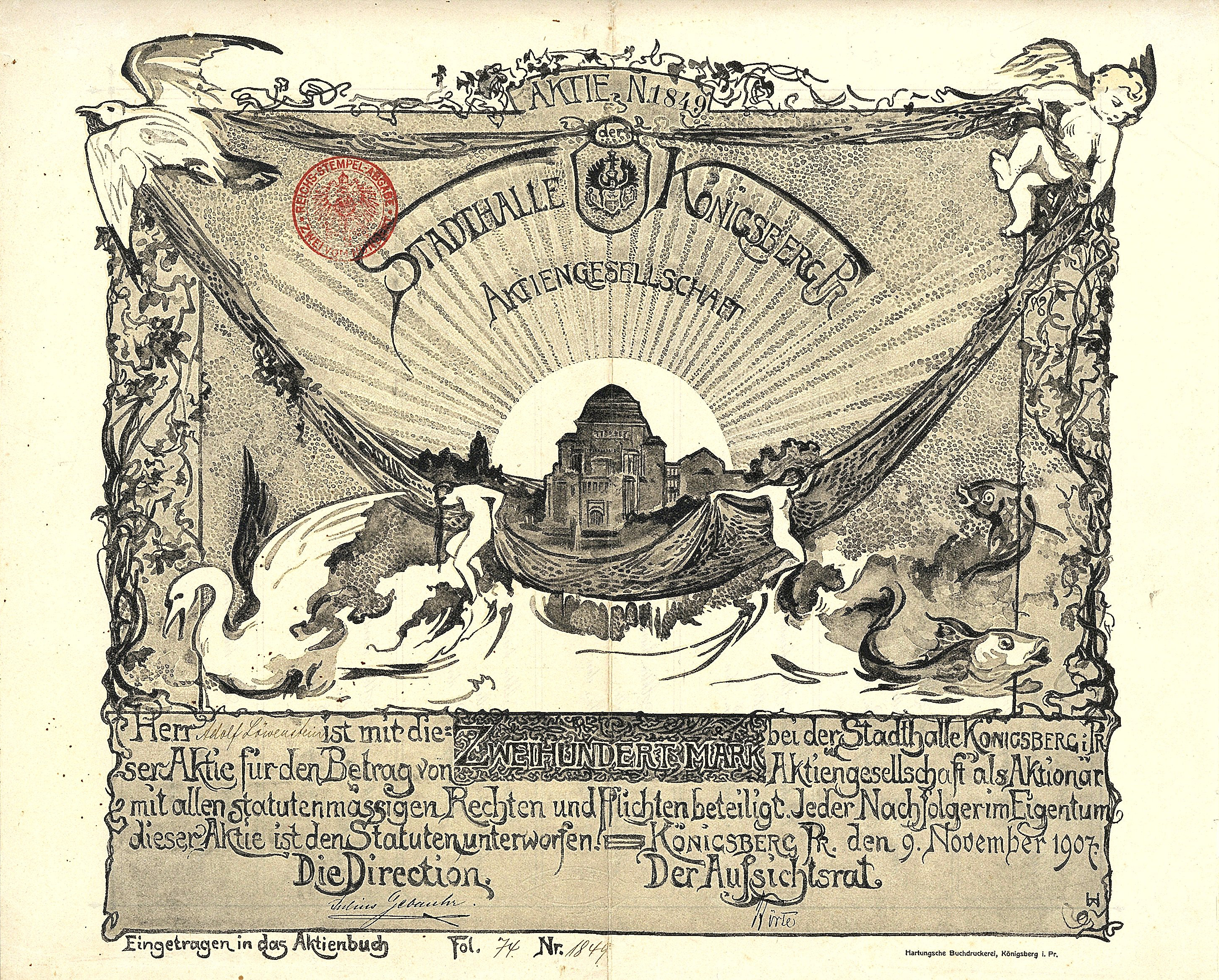
Учредительская акция Stadthalle Königsberg в 200 марок от 9 ноября 1907 года, подписанная в качестве директора Юлиусом Гебауром, сыном фортепианостроителя Карла Юлиуса Гебаура

Музей расположен в здании бывшего городского концертного зала — Штадтхалле. Городской концертный зал был построен в 1912 году, архитектором был Рихард Зеел из Берлина. Во время войны здание сгорело и простояло в руинах до 1981 года.
В 1981—1986 годах здание было отреставрировано и реконструировано под музей.

## Экспозиции
Музей имеет пять залов, каждый из которых посвящён определённой теме.

### Зал природы
Зал посвящён природе Калининградской области. Здесь демонстрируются чучела зверей и птиц, образцы полезных ископаемых Калининградской области. В зале оборудовано несколько диорам: Балтийское море, Куршская коса, Куршский залив, Пойма реки и болото, Смешанный лес.

### Зал археологии
Зал археологии посвящён древнейшему периоду истории края. Экспозиция охватывает эпохи позднего палеолита, мезолита, неолита, бронзы, железа вплоть до времени завоевания Пруссии Тевтонским орденом.
Археологический раздел рассказывает не только о древних пруссах, но и о викингах, которые имели в Пруссии своё поселение (Кауп, в районе нынешнего Зеленоградска).
Значительную часть коллекции археологического зала составляют экспонаты музея Пруссии, считавшиеся утерянными, и найденные в девяностых годах. Остальные предметы были найдены советскими и российскими археологами уже после войны.

### Зал истории региона
Этот зал посвящён истории региона от эпохи завоевания Пруссии Тевтонскими рыцарями (XIII век) до 1945 года. В зале представлены образцы старинного оружия, мебели, бытовых предметов.

### Зал войны
Зал войны посвящён Второй мировой войне. Здесь представлены образцы вооружения, военной формы и других предметов, связанных с войной. В зале оборудована диорама «штурм Кёнигсберга».

### Зал «Горизонты памяти»
Этот зал посвящён послевоенной истории области. В экспозиции представлены предметы, связанные с жизнью и бытом первых поселенцев, продукция первых калининградских предприятий, в том числе изделия из янтаря, а также демонтированные памятники Ленину.

## Филиалы

### «Блиндаж»
«Блиндаж» (на самом деле это не блиндаж, а бетонное бомбоубежище) был штабом немецких войск во время сражения за Кёнигсберг. Здесь комендант Кёнигсберга Отто Ляш отдал приказ о безоговорочной капитуляции Кёнигсберга.
В двух помещениях блиндажа восстановлены исторические интерьеры: кабинет генерала Ляша и кабинет начальника штаба немецкого гарнизона полковника Зюскинд-Швенди.

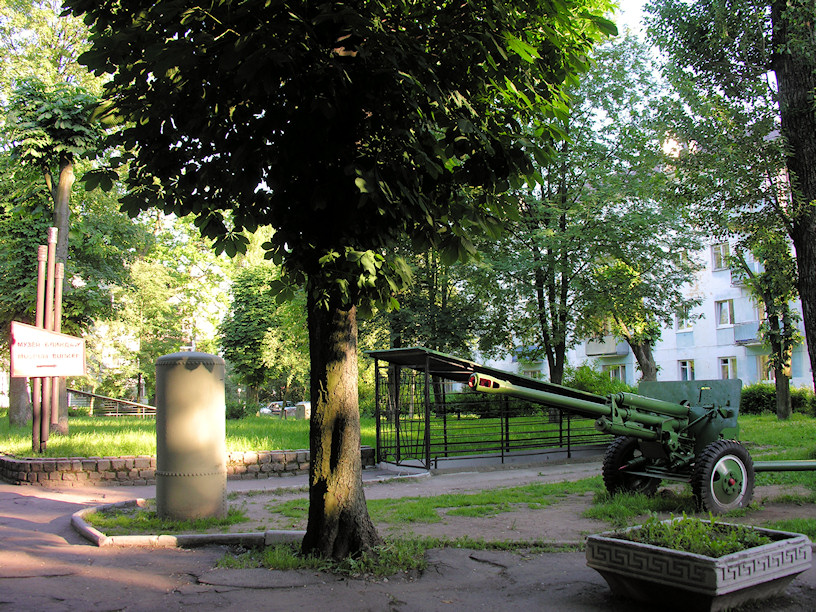
Вход в музей «Блиндаж».
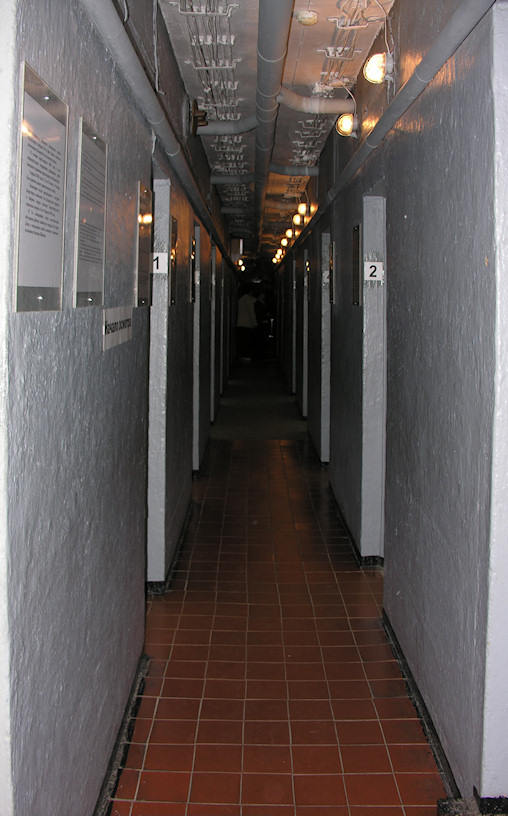
Вид изнутри.

### Парк скульптуры
Парк скульптуры — музей под открытым воздухом, расположенный в центре Калининграда на острове Кнайпхоф (остров Канта). Парк скульптуры был образован в 1984 году. Коллекция парка состоит из примерно тридцати скульптур.

### Музей Кристионаса Донелайтиса
Этот филиал музея расположен в отреставрированных кирхе и пасторском доме в посёлке Чистые Пруды.

### КП 43-й Армии и временный пункт управления 3-м Белорусским Фронтом
Музейный филиал «Командный пункт 43-армии» расположен в посёлке Холмогоровка в здании, где во время Восточно-Прусской операции находился штаб советских войск. В филиале размещена экспозиция, посвящённая 43-й армии. По состоянию на 2008 год филиал временно закрыт для посетителей.

### Форт № 5

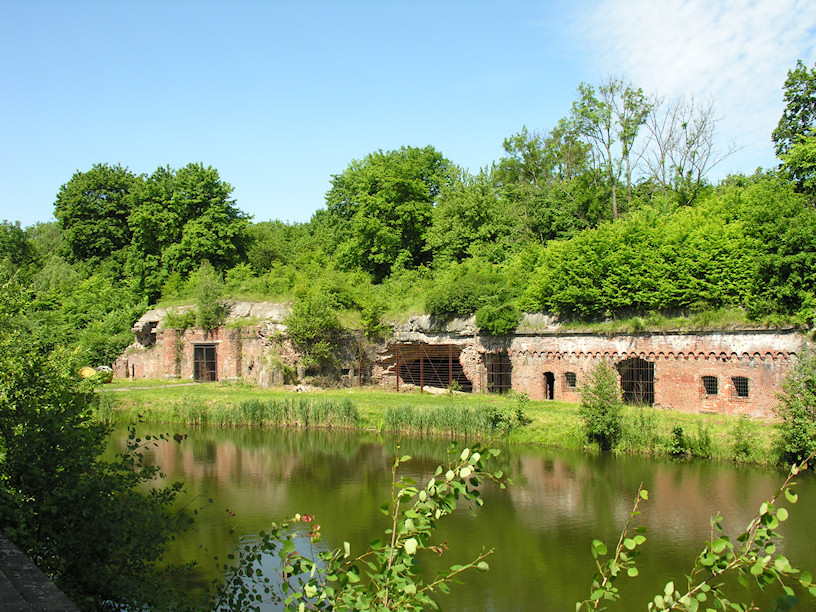
Вход в форт № 5 (слева) и кирпичная стена с амбразурами.

Открыт как филиал в 1979 году, с 2001 года — Калининградский негосударственный музей фортификации и военной техники.

### Кирха Арнау
Кирха XIV века (основана в 1364 году), расположена неподалёку от Калининграда в посёлке Родники (Марьино). В кирхе сохранилось около двухсот фресок XIV века.
В мае 2010 года этот объект был передан в безвозмездное пользование Калининградской Епархии РПЦ Правительством Калининградской области. 23 июня 2010 года Калининградский областной историко-художественный музей и Епархия подписали договор о сотрудничестве в целях сохранения, восстановления и популяризации кирхи Арнау.

### Бывшие филиалы
Ранее филиалами музея были:
- Музей янтаря. Открыт как филиал 29 декабря 1978 года, с 2004 года — самостоятельный музей.
- Музей природы Куршской косы. Открыт как филиал в 1988 году, в настоящее время — структурное подразделение Национального парка «Куршская коса».
- Музей истории города Советска. Открыт как филиал в 1993 году, в настоящее время — муниципальный музей.

## Награды
- Благодарность Президента Российской Федерации (12 января 2022 года) — за заслуги в развитии отечественной культуры и искусства, многолетнюю плодотворную деятельность[4].